# دونج جون
دونج جون (بالصينية:董军؛ بينيين: Dǒng Jūn؛ من مواليد عام 1961) هو أميرال صيني في بحرية جيش التحرير الشعبي (PLAN)، وكان قائدًا لبحرية جيش التحرير الشعبي من سبتمبر 2021 إلى ديسمبر 2023. في 29 ديسمبر 2023، تم تعيينه وزيرًا للدفاع الوطني الرابع عشر؛ خلفًا للي شانغ فو الذي أُقيل من منصبه في أكتوبر 2023. دونج هو أول وزير دفاع من بحرية جيش التحرير الشعبي.